# 里戈
里戈（法語：Rigaud，法語發音：[ʁiɡo]）是加拿大魁北克省西南部的一座城市，位于渥太華河和里戈河的交汇处，蒙特利尔市中心以西约70公里，渥太華以东约130公里，2016年人口为7777。

## 友好城市
- 法國 滨海库尔瑟勒